# Mind (singel)
Mind – szósty singel oraz utwór niemieckiego DJ-a i producenta - Tomcrafta, wydany 21 października 1997 (dokładnie rok po wydaniu poprzedniego singla Prosac) w Niemczech przez wytwórnię Kosmo Records (wydanie CD i 12"). Utwór pochodzi z debiutanckiego albumu Tomcrafta - All I Got (trzeci singel z tej płyty). Na singel składają się tylko utwór tytułowy w pięciu wersjach (CD) i w czterech wersjach (12"). Singel (w wersji 12" z dwiema wersjami utworu) został również wydany w Wielkiej Brytanii.

## Lista utworów

### Niemcy

#### CD
1. Mind (Radio) (3:35)
2. Mind (Original) (6:35)
3. Mind (C.L.A.U.D.I.L.L.A. Mind Mix) (7:14)
4. Mind (Eniac's "Der Laborant" Remix) (6:25)
5. Mind (Eniac's Electro Boogie Remix) (7:08)

#### 12"
1. Mind (Original) (6:35)
2. Mind (C.l.a.u.d.i.l.l.a. Mind Mix) (7:14)
3. Mind (Eniac's "Der Laborant" Remix) (6:25)
4. Mind (Eniac's Electro Boogie Remix) (7:08)

### Wielka Brytania(12")
1. Mind (Terra Ferma's Mental Elevation Mix)
2. Mind (Terra Ferma's Amyl Exploration)